# Gegantó Blauet
El gegantó Blauet de Sarrià és una figura que representa un jove membre del grup excursionista sarrianenc Els Blaus. Va vestit amb una camisa de quadres i un fulard i porta una motxilla i un casquet al cap. El Centre Excursionista Els Blaus és una de les associacions amb més tradició de Sarrià, fundada el 1920. I per això la colla gegantera li va voler retre un homenatge amb un gegantó que la recordés, tant per la indumentària com pel nom.
En Blauet, que figura que és fill d'en Gervasi i la Laieta, Gegants de Sarrià, va ser encarregat a Jordi Grau, del Taller el Drac Petit de Terrassa, que el va acabar el 2001. Aquell mateix any ja es va estrenar a la festa major del barri, per la Mare de Déu del Roser.
La Colla Gegantera de Sarrià és la responsable de fer sortir el gegantó excursionista i de fer-lo participar en festes i cercaviles que s'organitzen a tot Catalunya, moltes vegades acompanyat dels seus pares. I quan no surt es pot visitar a la seu del Districte de Sarrià – Sant Gervasi, on és exposat juntament amb més gegants de la zona, companys de sortides.

## Referències

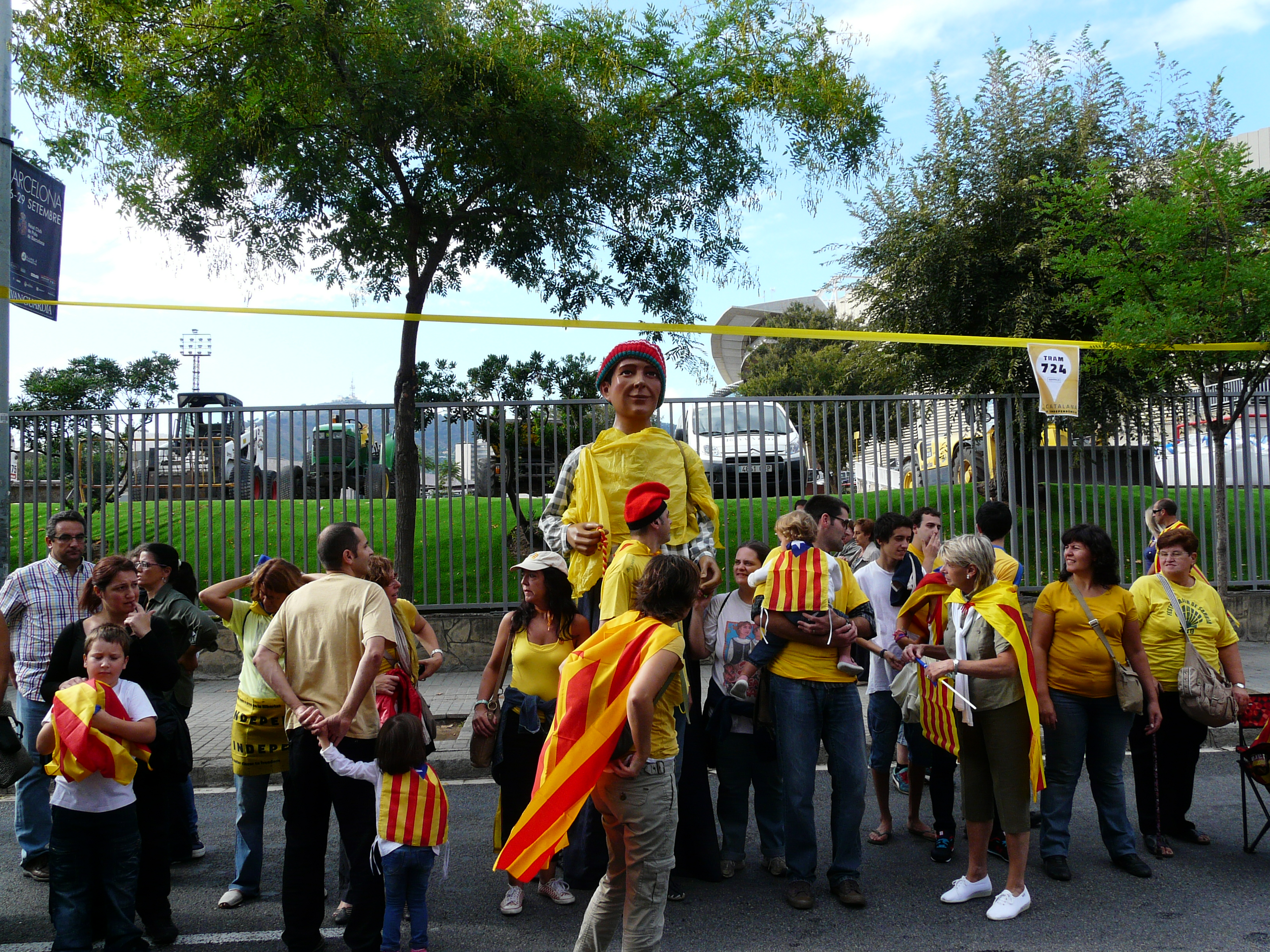
El gegantó Blauet va prendre part a la Via Catalana davant el Camp Nou